# 新波西奧洛克
48°11′25″N 35°40′55″E / 48.19028°N 35.68194°E
新波西奧洛克（烏克蘭語：Новий Посьолок），是烏克蘭的村落，位於該國中部第聶伯羅彼得羅夫斯克州，由錫涅利尼科沃區負責管轄，距離米羅柳比夫卡1.5公里，海拔高度133米，2001年人口291。